# Ахет
|  |

|  |

|  |

|  |

|  |

|  |

|  |

|  |

Ахет — обозначение в древнеегипетском календаре времени половодья, разлива Нила, которое в Верхнем Египте (остров Элефантина) начиналось, как правило, в начале июня и в дельте Нила — 20—22 июня.

## Календарь
В тесной связи с периодом ахет, с самого возникновения исчисления календарного времени в Древнем Египте, стояла богиня Сопдет, воплощением которой была звезда Сириус. В додинастическом Египте и вплоть до периода Среднего царства включительно «ахет» включает в себя месяцы вепет-ренпет (начало июня — начало июля), техи (начало июля — начало августа), менхет (начало августа — начало сентября) и хут-херу (начало сентября — начало октября), и охватывает время с начала июня и до начала октября. Позднее эти месяцы именуются Тот, Паофи, Хатир и Хойак. С началом эпохи Нового царства оно начинается 31 августа и завершается 28 декабря. С окончанием периода «ахет» начиналось время перет, а затем — время шему завершало календарный год.